# Jakob Larsen (håndboldspiller)
 Der er flere personer med dette navn, se Jakob Larsen.
Jakob Rosbach Larsen (født 4. juli 1974 i Grønland) er en grønlandsk/dansk håndboldtræner og tidligere håndboldspiller. Larsen træner til daglig kvindeligaklubben Nykøbing Falster Håndboldklub.

## Karriere
Larsen er træner for Nykøbing Falster Håndboldklub indtil sommeren 2025, hvor han skifter til konkurrenten Horsens Håndbold Elite.

## Privatliv
Larsen er født og opvokset i Grønland med en grønlandsk mor og en dansk far. Han bor i Odense og er gift med Odense Håndbolds stregspiller Kamilla Kristensen, med hvem han har to sønner.

## Politik
Larsen blev i april 2025 valgt som en af Radikale Venstres tre folketingskandidater i Odense. Larsen havde ikke tidligere været politisk aktiv, men blev ansporet af den amerikanske præsident Trumps ønske om at erhverve Grønland og debatten om grønlandsk selvstændighed, hvor han mente, at kun yderfløjene kom til orde, til selv at ønske at gøre en politisk indsats.